# Lewis Wright, Baron Wright of Ashton-under-Lyne
Lewis Tatham Wright, Baron Wright of Ashton-under-Lyne CBE (geborener Stiles; * 11. Oktober 1903 in Birchington-on-Sea, Kent; † 15. September 1974 in Ashton-under-Lyne, Greater Manchester) war ein britischer Gewerkschaftsfunktionär und Politiker der Labour Party und Life Peer, der zwischen 1953 und 1968 Generalsekretär der Textilarbeitergewerkschaft Amalgamated Weavers’ Association war.

## Leben
Geboren als Lewis Tatham Stiles, nahm er später den Familiennamen seines Stiefvaters, Wright, an. Er war als Textilarbeiter tätig und engagierte sich später mehr als vierzig Jahre als Funktionär in der Amalgamated Weavers’ Association, der Gewerkschaft der Textilarbeiter. 1953 wurde er Nachfolger von Andrew Naesmith als Generalsekretär der Amalgamated Weavers’ Association und bekleidete diese Funktion fünfzehn Jahre lang bis zu seiner Ablösung durch Harry Kershaw 1968. Zum 1. Januar 1964 wurde er in Anerkennung seiner langjährigen Verdienste als Commander des Order of the British Empire (CBE) ausgezeichnet.
Am 22. Januar 1968 wurde Wright als Baron Wright of Ashton-under-Lyne, of Ashton-under-Lyne in the County Palatine of Lancaster, zum Life Peer im Sinne des Life Peerages Act 1958 erhoben und war dadurch fortan bis zu seinem Tod Mitglied des House of Lords. Seine offizielle Einführung erfolgte am 7. Februar 1968 mit Unterstützung durch Jack Cooper, Baron Cooper of Stockton Heath und William Carron, Baron Carron, die beide ebenfalls langjährige Gewerkschaftsfunktionäre waren.
Auf dem Gewerkschaftskongress des TUC 1968 in Blackpool wurde Wright als Nachfolger von Harry Douglass, Baron Douglass of Cleveland für eine einjährige Amtszeit zum Präsidenten des TUC gewählt und übte dieses Amt bis zu seiner Ablösung durch John E. Newton auf dem Gewerkschaftstag 1969 in Portsmouth aus. Im Anschluss war er zwischen 1969 und 1970 Präsident des Textilinstituts in Manchester.